# Уильямс, Кили
Кили Алексис Уильямс (англ. Kiely Alexis Williams; род. 9 июля 1986 года, Алегзандрия, Виргиния, США) — американская певица и актриса. Участница групп 3LW и The Cheetah Girls.

## Биография

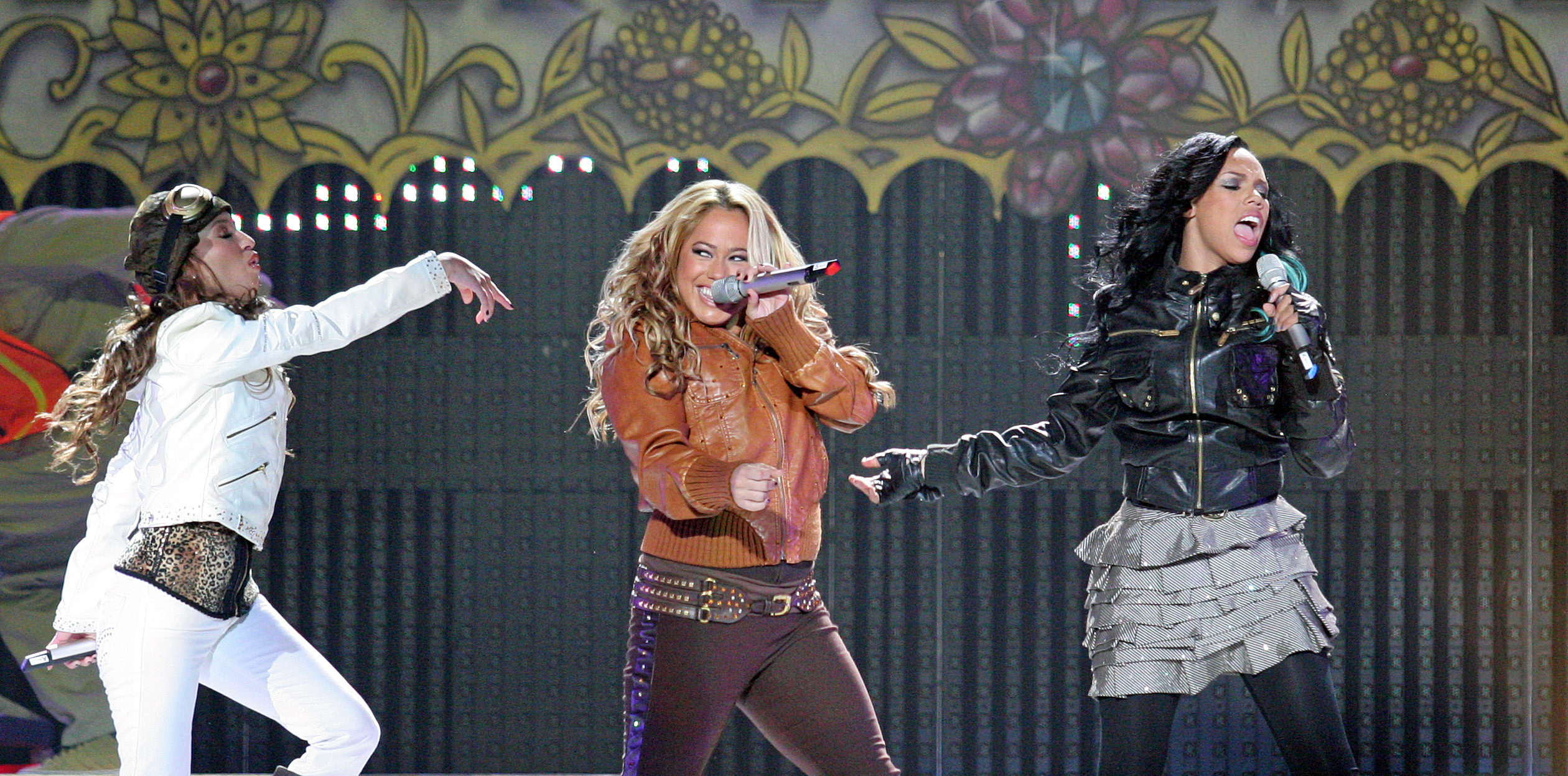
The Cheetah Girls: Эдриэнн Байлон, Сабрина Брайан и Кили Уильямс

Кили Уильямс родилась 9 июля 1986 года в Алегзандрии, штат Виргиния. В 1999 году вошла в состав только что созданной подростковой девичьей группы 3LW (от англ. 3 Little Women — «3 маленькие женщины»), где её мама, Мишель Уильямс, была менеджером. Первый же одноимённый альбом группы имел большой успех и стал платиновым. Далее были некоторые проблемы с выходом второго альбома (материал не понравился лейблу, а часть песен попала в интернет). Было решено записывать новый материал. Второй альбом A Girl Can Mack вышел в 2002 году и был принят сдержанно. Ещё до релиза группу покинула одна из участниц Нэтари Наутон. Популярность группы пошла на спад.
В это время Disney Channel пригласил Кили Уильямс и Эдриэнн Байлон (другая участница 3LW) в музыкальный фильм «Чита Гёрлз». В этом фильме они, вместе с двумя другими девушками, пели в группе. Саундтрек к фильму стал дважды платиновым. На волне этой популярности вымышленная группа из фильма The Cheetah Girls стала давать реальные концерты и записывать полноценные альбомы. Также у фильма появилось два продолжения: «Чита Гёрлз в Барселоне» в 2006 году и «Чита Гёрлз в Индии» в 2008 году. После последнего фильма группа The Cheetah Girls прекратила существование.
Кили Уильямс начала сольную карьеру. В 2009 году она записала песню «Make Me a Drink», но сингл так и не вышел, на песню был снят видеоклип, который также не был представлен публике. В 2010 году Кили Уильямс выпустила сингл «Spectacular», на эту песню также вышло видео. Песня имела вульгарный текст, была раскритикована и получила массу негативных комментариев. Кили пришлось оправдываться на своём канале в YouTube. В 2012 году в интервью интернет-журналу MadameNoire сказала, что взяла перерыв.

## Дискография
С 3LW:
- 2000 — 3LW
- 2002 — A Girl Can Mack
- 2002 — Naughty or Nice
- 2008 — Point of No Return[7] (не выпущен)

С The Cheetah Girls:
- 2003 — The Cheetah Girls
- 2005 — Cheetah-licious Christmas
- 2006 — The Cheetah Girls 2
- 2007 — TCG
- 2008 — The Cheetah Girls: One World

Сольные:
Синглы
- 2009 — «Make Me a Drink» (не вышел)
- 2010 — «Spectacular»

## Фильмография
- 2003 — Чита Гёрлз — Акванетта «Аква» Уокер
- 2006 — Чита Гёрлз в Барселоне — Акванетта «Аква» Уокер
- 2008 — Чита Гёрлз в Индии — Акванетта «Аква» Уокер
- 2008 — Джинсы-талисман 2 — Яффа
- 2008 — Мальчикам это нравится — Лили
- 2010 — Элли: История современной золушки — Кэнди Кейн/Бренда Смиркл
- 2010 — Братство танца: Возвращение домой — Бренда
- 2013 — Оклик 2 — Моника